# Francisco Sanjosé García
Francisco Sanjosé García (Sevilla, 12 de novembre de 1952) és un exfutbolista espanyol que jugava com a defensa. Va desenvolupar tota la seva carrera futbolística professional com a jugador del Sevilla FC, entitat a la qual va pertànyer durant 16 temporades, disputant un total de 373 partits oficials i marcant un total de 20 gols.
El 2015, el Sevilla FC va nomenar Sanjosé VIII Dorsal de Llegenda de l'entitat, màxim guardó que atorga el club sevillà als seus exjugadors.

## Clubs
| Club          | País    | Any       |
| ------------- | ------- | --------- |
| Sevilla F. C. | Espanya | 1971-1986 |